# Антофагаста (регіон)
Антофагаста (повна назва II Регіон Антофагаста, ісп. II Región de Antofagasta) — регіон (найбільша одиниця адміністративного поділу) Чилі. Столиця регіону — місто Антофагаста, населення — 547 тис. мешканців (оцінка на 2006 рік). Більшу частину регіону займає пустеля Атакама. Регіон межує з регіонами Тарапака і Атакама, Болівією та Тихим океаном.
| Чилі | Це незавершена стаття з географії Чилі. Ви можете допомогти проєкту, виправивши або дописавши її. |